# Móloktxa
El Móloktxa - Молокча (rus) - és un riu de Rússia. Passa per les províncies de Moscou i de Vladímir. S'uneix amb el riu Séraia prop de Belkovo, i formen el riu Xernà, afluent del riu Kliazma.